# Digital Punk
Digital Punk, de son vrai nom René de Bruijn (né le 17 septembre 1985 à Dordrecht), est un musicien néerlandais de hardstyle et rawstyle.

## Biographie
Au fil de sa carrière, Digital Punk participe à des festivals tels que Decibel, Hard Bass, Emporium Loudness, Unleashed Outdoor, et Masters of Hardcore (2025). 
Après avoir produit principalement du hardstyle, il commence à se concentrer sur la production et la diffusion de rawstyle. En 2013, il lance son propre podcast, Digital Punk Unleashed, où il joue principalement du rawstyle. En 2015, il sort son EP Rest In Hell, bien accueilli par le Mixmag qui lui attribue une note de 9/10. En 2017, il fonde son propre label discographique, Unleashed Records. En 2019, il s'associe à l'artiste Act of Rage pour sortir Till Sunrise.
En 2024, il sort son EP Cyber Punk, expliquant qu'il s'agit « plus que de la musique, c'est une expérience intégrale ».

## Discographie

### Albums studio
- 2011 : Escape from Reality (TiLLT!)
- 2016 : Adapt or Die (Scantraxx)
- 2018 : Fragments (Unleashed Records)

### EP
- 2024 : Cyber Punk

### Singles notables
- 2006 : Push Em Up, Get Em Up (Tremble Tracks)
- 2006 : The Punk Soul Brother (Tremble Tracks)
- 2015 : Hardbass Junkie (Digital Punk Remix) (Brennan Heart)
- 2015 : Rest In Hell (A² Records)
- 2016 : Protest of Indignation (Digital Punk and Radical Redemption) (A² Records)